# Mișcare perturbatoare
Mișcare perturbatoare în cinematica corpului solid rigid din cadrul fizicii este considerată orice mișcare secundară a unui corp solid raportată la axele principale de inerție ale corpului considerat. De regulă, sistemele de corpuri care se mișcă au axa principală de inerție corespunzătoare momentului de inerție minim în direcția deplasării, această axă fiind numit axă longitudinală. Celelalte axe principale de inerție, corespunzătoare momentelor de inerție maxim și respectiv minim, se numesc axă transversală și axă de girație, după cum au poziție orizontală sau verticală. 

## Sisteme mobile, axe de inerție și mișcări secundare
Un sistem mobil poate avea cel mult șase mișcări perturbatoare, de obicei cu caracter oscilatoriu, trei în lungul axelor menționate mai sus și trei în jurul lor. Acestea sunt:
- mișcarea perturbatoare de recul, care are loc de-a lungul axei longitudinale.
- mișcarea perturbatoare de clătinare, care are loc de-a lungul axei transversale.
- mișcarea perturbatoare de săltare, care are loc de-a lungul axei de girație.
- mișcarea perturbatoare de ruliu (legănare), care are loc în jurul axei longitudinale.

## Cazul navigației

### Ruliu
La nave, ruliul reprezintă mișcarea de balans în jurul axei longitudinale, datorită valurilor înalte, paralele cu direcția de înaintare a navei. Corpul navei este astfel construit încât ruliul să fie diminuat. Mărimea ruliului depinde de:
1. gradul de agitație al mării
2. direcția de deplasare a navei față de direcția de propagare a valului
3. pescajul navei
4. suprastructura navei, etc.

Perioada de ruliu reprezintă intervalul de timp între două înclinări maxime intr-un bord.Mărimea perioadei de ruliu este de 7 sec. pentru submarine, de 11...14 sec. pentru nave militare și de 14...20 sec. pentru navele comerciale.

### Mișcare de tangaj
Mișcarea perturbatoare de tangaj are loc în jurul axei transversale a unui sistem mobil. În navigație, tangajul este mișcarea de balans longitudinal a unei nave în marș sau în staționare. Se datorează atât mișcărilor ondulatorii ale apei, adică valurilor, cât și vântului și constă în afundarea în apă și ridicarea alternativă pe val a provei și pupei. Când valurile vin din direcții înclinate față de axa longitudinală, nava este supusă concomitent  mișcărilor de tangaj și de ruliu. 

### Mișcare de ambardee
Mișcarea perturbatoare de girație (ambardee) are loc în jurul axei de girație.

## Vehicule terestre
La vehiculele suspendate pe arcuri, ce se pot deforma perpendicular pe calea de rulaj  predomină trei mișcări perturbatoare, anume, de săltare, tangaj și ruliu, după cum oscilațiile arcurilor de suspensie sunt în fază, oscilațiile arcurilor din față sunt defazate față de oscilațiile arcurilor din spate și respectiv, oscilațiile arcurilor din partea dreaptă a vehiculului sunt defazate față de arcurile din partea stângă.

## Deraparea navelor
La deplasarea aeronavelor, mișcarea perturbatoare în direcția axei transversale se numește derapare.